# Magyarország távolsági autóbusz-közlekedése

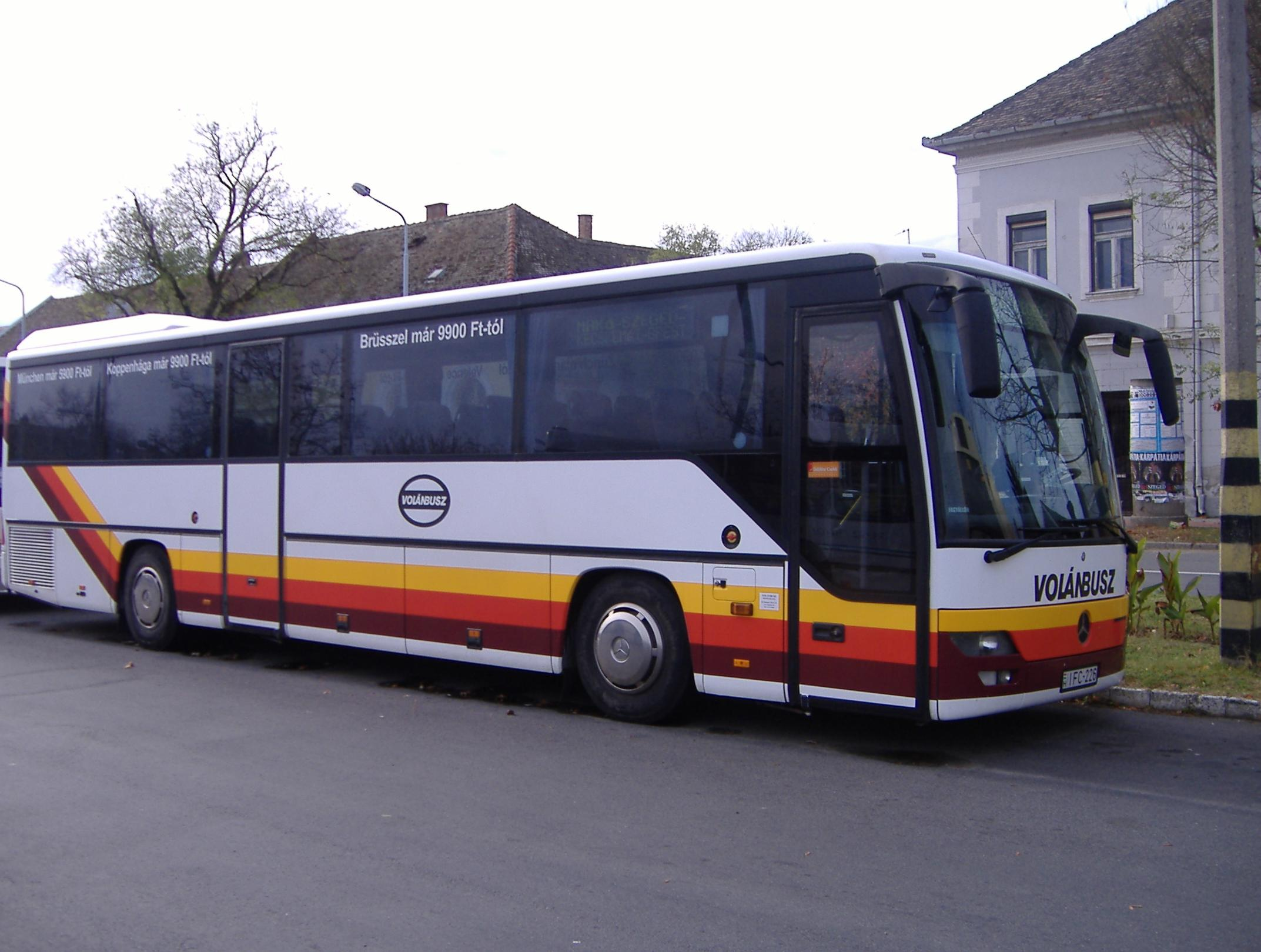
A Volánbusz távolsági autóbusza Makón

Magyarország távolsági autóbusz közlekedésében számos hazai autóbusz-társaság vesz részt. Közülük a legnagyobb hálózattal a MÁV Személyszállítási Zrt. rendelkezik; csak Budapestről napi 500 járatot indít. A vonalak nagy része Budapestről indul vagy oda érkezik.

## Járatok kategorizálása
- Helyközi járat: belföldön, települések között, helyközi díjszabás alapján közlekedő járatok (az elővárosi, regionális és országos járatok együttes elnevezése)
- Elővárosi járat: a főváros és a megyei jogú városok legfeljebb 70 km-es körébe tartozó településeket összekötő járatok
- Regionális járat: elővárosinak nem minősülő, megyén belül, vagy megyehatár átlépésével legfeljebb 100 km-t megtevő járatok
- Országos járat: se elővárosinak, se regionálisnak nem minősülő járatok
- Nemzetközi járat: magyar nagyvárosokat külföldi célállomásokkal összekötő járatok

## Autóbusz-állomások

### Budapest
A fővárosban hét autóbusz-állomás szolgálja ki az elővárosi, regionális és országos autóbuszokat: a Népliget, a Stadion, az Árpád híd, a Széll Kálmán tér (korábban: Széna tér), az Újpest-Városkapu, a Kelenföld és a Csepel autóbusz-állomás. Ezek közül csak a Népliget, Újpest-Városkapu és a Stadion fogad/indít regionális és országos autóbuszokat, a többi csak elővárosiakat.
Népliget
Ez Budapest legnagyobb és egyben legforgalmasabb autóbusz-állomása. Ez az állomás látja el a Dél- és Nyugat-magyarországi régiókat, valamint a nemzetközi autóbuszok is innen indulnak illetve ide érkeznek. Az állomás két szintes:
- a metrószinten találhatóak a belföldi jegypénztárak, a mosdók, büfék valamint étel-, ital- és ATM automaták,
- míg az utcaszinten találhatóak az érkező és induló kocsiállások, a nemzetközi jegypénztárak, kisebb üzletek valamint a váróterem.

28 kocsiállással rendelkezik.
A jellegzetes, toronyházhoz hasonló kinézetű épületről könnyen fel lehet ismerni. Az Üllői út és a Könyves Kálmán körút kereszteződésénél helyezkedik el, a Népliget és a Fradi stadionja mellett. Az épület tetején található két darab óriás méretű digitális óra.
Megközelíthető:
- Metró:
- Villamos:  1
- Autóbusz:  254E
- Helyközi autóbusz:  607, 608, 626, 628, 629, 630, 631, 632, 633, 635, 636, 650, 653, 655, 656, 660, 661, 705

Stadion
A Stadion állomás látja el a Kelet-magyarországi régiót. A létesítmény az utcaszinthez képest egy kicsivel alacsonyabban fekszik. Található itt többek között posta, büfék, újságos standok valamint étel-, ital- és ATM automaták.
Az épület két részre van osztva: az induló járatok az épület fedett, míg az érkezőek az épület fedetlen részét használják.
A Papp László Budapest Sportaréna és a Körcsarnok mellett, a Hungária körút - Kerepesi út találkozásánál található.
Megközelíthető:
- Metró:
- Villamos:  1, 1A
- Autóbusz:  95, 130, 195
- Trolibusz:  73, 75, 77, 80
- Helyközi autóbusz:  396, 397, 398, 399, 400, 402, 410, 412, 414, 422, 424, 430, 432, 434, 435, 436, 437, 438, 439, 440, 441, 442, 485, 486

Árpád híd
Megközelíthető:
- Metró:
- Villamos:  1, 1A
- Autóbusz:  26, 32, 34, 106, 120
- Helyközi autóbusz:  800, 815, 820, 821, 830, 832, 840, 848

Újpest-Városkapu
Megközelíthető:
- Metró:
- Autóbusz:  104, 104A, 121, 122E, 196, 196A, 204
- Helyközi és távolsági autóbusz:  300, 301, 302, 303, 305, 306, 308, 309, 310, 311, 312, 313, 314, 315, 316, 317, 318, 319, 320, 321, 872, 880, 882, 883, 884, 889, 890, 893

 1010, 1011, 1012, 1013
- Vasút:   S72   Z72   S76

Széll Kálmán tér
Megközelíthető:
- Metró:
- Villamos:  4, 6, 17, 56, 56A, 59, 59B, 61
- Autóbusz:  5, 16, 16A, 21, 21A, 22, 22A, 39, 91, 102, 116, 128, 129, 139, 140, 140A, 149, 155, 156, 221, 222
- Helyközi autóbusz:  781, 782, 783, 784, 785, 786, 787, 789, 794, 795

Kelenföld
Megközelíthető:
- Metró:
- Villamos:  1, 19, 49
- Autóbusz:  8E, 40, 40B, 40E, 53, 58, 87, 87A, 88, 88A, 101B, 101E, 108E, 141, 150, 150B, 153, 154, 172, 173, 187, 188, 188E, 250, 250B, 251, 251A, 251E, 272
- Helyközi autóbusz:  689, 691, 710, 712, 715, 720, 722, 724, 725, 727, 731, 732, 734, 735, 736, 760, 762, 763, 764, 767, 770, 774, 775, 778, 779, 798, 799
- Vasút:   S10   G10   S12   S30   G30   Z30   S34   S35   S36   S40   G40   Z40   S42   Z42   G43   G44  IC, EC, EN, sebesvonat, gyorsvonat, expresszvonat, ,

Csepel
Megközelíthető:
- HÉV:
- Autóbusz:  35, 36, 38, 38A, 71, 138, 148, 151, 152, 159, 179, 238, 278
- Helyközi autóbusz:  673, 674, 675, 676, 688, 690

### Vármegyeszékhelyek
Az ország összes vármegyeszékhelyén található egy- vagy több olyan autóbusz-állomás, amely fogad/indít távolsági járatokat. Ezek az állomások általában a helyi- és helyközi autóbuszok végállomása is egyben.

## Díjszabás
Egy korábbi GKM (Gazdasági- és Közlekedési Minisztérium) határozat értelmében a vasúti- és a közúti személyszállítási díjaknak összhangban kell lenniük, éppen ezért a díjszabás megegyező.
Úgynevezett elővételi automaták is találhatóak a nagyobb, főleg a budapesti pályaudvarokon. Ezekkel elkerülhető a pénztáraknál tapasztalható hosszas sorban állás.
Leginkább a Budapestre/-ről közlekedő autóbuszokra jellemző a vasútnál előszeretettel használt ülőhely foglalási rendszer. Ennek lényege, hogyha az utas elővételben váltotta meg a menetjegyét, akkor a felszállásnál elsőbbsége van, így biztosítandó számára az ülőhely foglaltság. A forgalmasabb útvonalakon azonban még így is előfordul néha, hogy nem marad ülőhely.
Egy, a 2009-es év elején bevezetett új rendszer értelmében a Volánbusz által üzemeltettet vonalakon az utasok a járművezetőnél is megválthatják bérletjegyeiket, ha erre a környező a településeken nincsen mód.
Egyes nagyobb autóbusz-állomásokon kötelező elővételben megvenni a jegyet, a járművezető az autóbusz-állomáson nem értékesít.
A távolsági autóbuszokon (a csomagtérben elhelyezett) az úti- és (az utastérben elhelyezett, legfeljebb 2 db, az utasok szabad közlekedését és kényelmét nem zavaró) a kézipoggyász(ok) szállítása díjtalan. Ha az útipoggyász az utazás során kárt szenved, úgy legfeljebb 50 000 Ft kártérítés igényelhető.

## Kritikák
- A helyközi buszpark elöregedett. A közszolgáltatásban üzemelő buszok átlagkora 10 éven felül van, illetve több száz elöregedett távolsági autóbuszt kéne fiatalabbakra cserélni a közlekedési vállalatoknak.[4][5]
- A 2008 decemberében tartott több napos VDSzSz sztrájk miatt megbénult az ország vasúti közlekedése, így az utasoknak az autóbuszokat kellett igénybe venniük. Ebben az időszakban az összes társaság összes vonalán maximális volt a kapacitás és a telítettség. A legforgalmasabb viszonylatokban egyszerre akár 2-3 autóbusz is indult, de sok esetben még így sem fértek fel az utasok a járatokra. Ekkora forgalom az elmúlt időszakokban soha nem volt tapasztalható.[6][7]

## Külső hivatkozások
- Országos menetrendek
- Eurolines információk